# Cây đèn thần của Aladdin
Cây đèn thần của Aladdin (tiếng Nga: Волшебная лампа Аладдина) là một bộ phim thần tiên - cổ tích của đạo diễn Boris Rytsarev, ra mắt lần đầu năm 1966.
Truyện phim phỏng theo tuyển tập Nghìn lẻ một đêm của nhà văn Antoine Galland.

## Diễn viên
Boris Bystrov trong vai Aladdin
Dodo Chogovadze trong vai Công chúa Budhur
Andrey Fayt trong vai Magribinets
Otar Koberidze trong vai The Sultan
Ekaterine Veruleishvili trong vai mẹ Aladdin